# Ян Канти Стечковський
Ян Канти Стечковський (пол. Jan Kanty Steczkowski; 16 жовтня 1862 року, Домброва-Тарновська, Австро-Угорщина — 3 вересня 1929 року, Краків, Польща) — польський державний та політичний діяч, економіст, юрист, прем'єр-міністр у 1918 році, міністр фінансів Польщі.

## Біографія
Закінчив юридичний факультет Віленського та Ягеллонського університетів, де отримав ступінь доктора юридичних наук. Незабаром після закінчення він став юристом та працював у банку, був приватним адвокатом.
З 1899 року Стечковський обіймав керівні посади в банках Галичини. У 1901 році він увійшов до складу ради створеного у Львові Товариства сприяння розвитку польської науки.
У 1906 році Стечжковський був призначений директором австрійської тогівельно-промислової компанії у Львові. У 1915 році стає президентом Центрального Національного фонду сільськогосподарських підприємств.
У 1913–1920 роках Стежковський є директором Національного банку у Львові.
У 1915 році він стає членом Генерального комітету допомоги жертвам війни в Польщі.

## Політична діяльність

### Королівство Польське
Стечковський був міністром фінансів в уряді Яна Кухажевського. Післ віставки останнього стає прем'єр-міністром уряду. Недовге головування урядом закінчується відставкою і невдовзі новим призначанням. Стежковському роблять пропозицію знову очолити Міністерство фінансів. Як міністр фінансів Стежковський зосередив свою увагу на заходах з організації казначейства, податкової адміністрації, а також фінансової системи держави.

### Республіка Польща
У 1921 році Стечковський брав участь у мирних переговорах з Радянською Росією в Ризі й підписанні Ризького мирного договору. У першому уряді Вінцентія Вітоса займає посаду міністра фінансів.
У 1922–1927 роках Стечковський був директором польського Державного банку та Господарського банків
У 1926-1927 роках одночасно з останніми стає президент британсько-польського торгового банку Гданська.

## Політичні погляди
Ян Стечковський був членом Національної правої партії, був поборником консервативних політичних поглядів.

## Смерть
Стечковський помер 4 липня 1928 року та був похований на Раковицькому кладовищі в місті Кракові.
У жовтні 1930 року його прах перенесено в село Нагошин, де відбувся його другий похорон.